# Canadian Idol

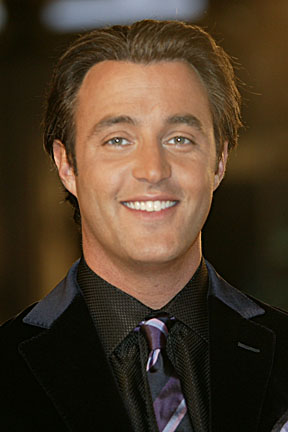
Ben Mulroney, presentator van Canadian Idol

Canadian Idol was de Canadese versie van Pop Idol. Het wordt uitgezonden door CTV en gepresenteerd door Ben Mulroney. De juryleden zijn Jake Gold, Sass Jordan, Farley Flex en Zack Werner.
| Seizoen | Presentatie  | Presentatie  | Jury        | Jury        | Jury        | Jury      |
| ------- | ------------ | ------------ | ----------- | ----------- | ----------- | --------- |
| 1       | Ben Mulroney | Jon Dore     | Sass Jordan | Zack Werner | Farley Flex | Jake Gold |
| 2       | Ben Mulroney | Jon Dore     | Sass Jordan | Zack Werner | Farley Flex | Jake Gold |
| 3       | Ben Mulroney | Jon Dore     | Sass Jordan | Zack Werner | Farley Flex | Jake Gold |
| 4       | Ben Mulroney | Elena Juatco | Sass Jordan | Zack Werner | Farley Flex | Jake Gold |
| 5       | Ben Mulroney | Dave Kerr    | Sass Jordan | Zack Werner | Farley Flex | Jake Gold |
| 6       | Ben Mulroney | Jully Black  | Sass Jordan | Zack Werner | Farley Flex | Jake Gold |

## Winnaars
- Seizoen 1 2003 gewonnen door Ryan Malcolm
- Seizoen 2 2004 gewonnen door Kalan Porter
- Seizoen 3 2005 gewonnen door Melissa O'Neil
- Seizoen 4 2006 gewonnen door Eva Avila
- Seizoen 5 2007 gewonnen door Brian Melo
- Seizoen 6 2008 gewonnen door Theo Tams

## Trivia
- Ryan Malcolm deed in 2003 mee aan World Idol en werd 6de, Zack Werner was jurylid
- Eva Avila is de enige winnares uit Quebec.
- CTV zendt ook American Idol uit, vlak na de finale daarvan begint het nieuwe seizoen van Canadian Idol.